# Obrączkowanie (sadownictwo)

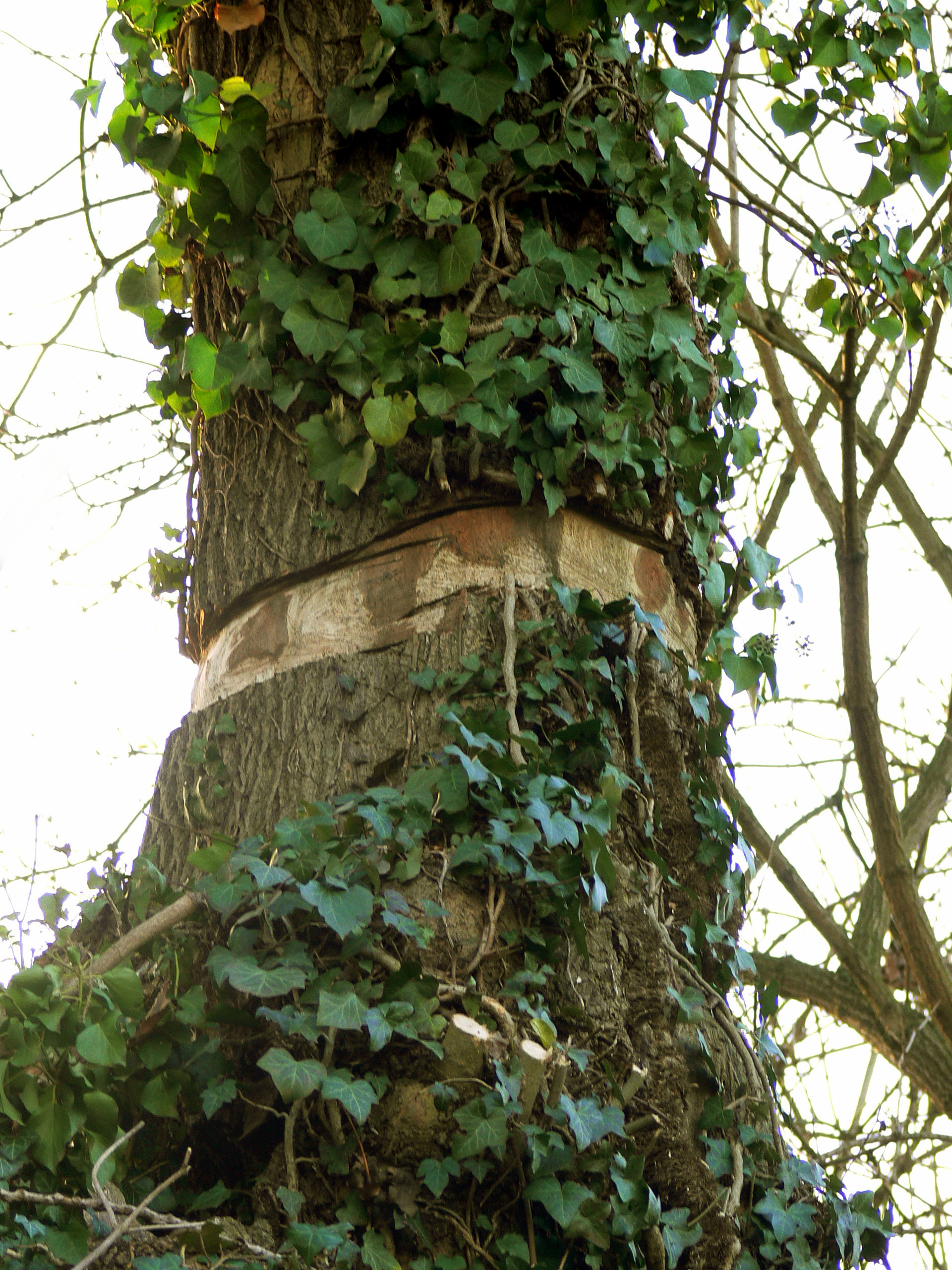
Drzewo po zabiegu obrączkowania

Obrączkowanie (ang. girdling) – zabieg polegający na usunięciu z pnia pierścienia tkanek. Usunięte mogą być tkanki aż do floemu lub jedynie warstwa kory. Jeżeli usunięta zostanie warstwa tkanek łącznie z floemem, zabieg prowadzi do śmierci rośliny w wyniku zatrzymania transportu związków organicznych z nadziemnej części rośliny do korzeni. Usunięcie samej kory prowadzi do zmian fizjologicznych w roślinie wykorzystywanych praktycznie w sadownictwie lub do prowadzenia badań.
Obrączkowanie prowadzi do mobilizacji rezerw węglowodanów nierozpuszczalnych w korzeniach i tkankach kory. Zaburzenie transportu asymilatów powoduje wzrost plonowania, wcześniejsze owocowanie,  oraz wcześniejsze starzenie i opadanie liści. Obrączkowanie prowadzi do gromadzenia się zwiększonych ilości skrobi i innych węglowodanów w pędzie oraz do zwiększenia stężenia endogennych regulatorów wzrostu prowadzącego do wcześniejszego wejścia w fazę generatywną i szybszego rozwoju organów generatywnych. Jednocześnie wykazano, że wraz z zaburzeniem transportu floemowego dochodzi do zaburzenia transportu ksylemowego.
Doświadczenia na obrączkowanych drzewach lasów borealnych wykazały, że transport asymilatów do korzeni oraz związanych z nimi grzybami mikoryzowymi jest odpowiedzialny za około 50% oddychania gleby w tych ekosystemach.